# 豊臣仙千代丸
豊臣 仙千代丸（とよとみ の せんちよまる／とよとみ せんちよまる）は、安土桃山時代の公達。豊臣氏の2代関白・豊臣秀次の長男。母は尾張衆（または美濃衆）日比野下野守の娘・於和子（おわこ）で、彼女は秀次の側室であって庶長子であろう。

## 生涯
天正18年（1590年）、豊臣秀次の長男として生まれる。
文禄2年（1593年）、秀次の養父である秀吉に次男・秀頼が誕生した。この頃より、秀次は秀吉から次第に疎まれるようになっていき、文禄4年（1595年）、遂に秀次は謀反の疑いをかけられ失脚し、高野山に追放された。その後、7月15日に秀次は青巌寺・柳の間で自害した。
秀吉は係累の根絶を命じて、8月2日、仙千代丸も他の秀次の一族とともに三条河原で処刑された。享年6。
浄土宗慈舟山瑞泉寺にある秀次公一族の法名を記した名簿によると、戒名は暁覚院殿誓雲大童子。日蓮宗（本圀寺の末寺である）瑞龍寺の過去帳によると法名は妙泉。